# Шляпа пана Анатоля
«Шляпа пана Анатоля» (пол. Kapelusz pana Anatola) — польский художественный фильм, криминальная комедия 1957 года.

## Сюжет
У кассира страхового бюро пана Анатоля Ковальского есть свои чудачества. Например, он не в силах расстаться со своей старой шляпой, над которой уже смеются все вокруг. Наступает, однако, день, когда пан Анатоль вынужден купить новую шляпу. Шляпу ему удалось купить очень красивую, но с этого момента с паном Анатолем стали происходить странные вещи: уличные громилы стали относиться к нему с необыкновенным почтением, а в карманах пана Анатоля непонятным образом начали появляться чужие часы и украшения. Доктор ставит диагноз — клептомания, пани Ковальская подозревает супружескую неверность, а милиция начинает следствие по делу об удивительной шляпе.

## В ролях
- Тадеуш Фиевский — Анатоль Ковальский (озвучил Сергей Цейц)
- Хелена Маковская — Манюшка, жена Анатоля (озвучила Мария Фигнер)
- Венчислав Глинский — Ежи, начальник Манюшки (озвучил Борис Кордунов)
- Зыгмунт Хмелевский — Ян Вольский, директор страховой компании (озвучил Виктор Хохряков)
- Станислав Волиньский — коллега Анатоля
- Мария Каневская — хозяйка приёма
- Кристина Фельдман — подруга на приёме
- Анджей Красицкий — друг на приёме
- Ванда Майерувна — женщина на приёме
- Зофья Вильчиньская — женщина на приёме
- Зыгмунт Зинтель — шляпник
- Станислав Яворский — майор, начальник отделения милиции (озвучил Алексей Кельберер)
- Бронислав Павлик — лейтенант Станислав Заремба, инспектор милиции (озвучил Константин Тыртов)
- Зыгмунт Малявский — милиционер в штатском
- Тадеуш Гвяздовский — Мигдал, милиционер
- Сильвестер Пшедвоевский — милиционер
- Ежи Антчак — милиционер
- Станислав Лапиньский — психиатр
- Александер Дзвонковский — Фелюс Пивко, кассир банды (озвучил Владимир Адлеров)
- Барбара Модельская — Киця, член банды (озвучила В. Дольская)
- Стефан Бартик — член банды
- Густав Люткевич — член банды
- Анджей Щепковский — член банды
- Леонард Анджеевский — член банды
- Роман Клосовский — член банды
- Казимеж Станкевич — член банды
- Ежи Вальчак — вор
- Станислав Барея — кондуктор
- Эдвард Вихура — журналист
- Лилиана Нивиньская — журналистка
- Барбара Рахвальская — продавщица
- Тадеуш Сомоги — продавец в универмаге

## Дубляж
Фильм дублирован на киностудии им. Горького в 1958 году. Режиссёр дубляжа — Александр Андриевский.

## Факты
Рассказ Бориса Лавренёва «Небесный картуз», написанный в 1925 году, построен на той же сюжетной идее: ничего не подозревающий человек покупает необычный головной убор, который является опознавательным знаком складчика воровской корпорации.